# استاتین

لایه الکترونی استاتین

استاتین (به لاتین: Astatine) (تلفظ: /ˈæstəti:n, -tɪn/) از عنصرهای شیمیایی جدول تناوبی است و نشانهٔ کوتاه آن At و عدد اتمی آن ۸۵ است. این عنصر کمیاب‌ترین عنصر در کره زمین است و کل مقدار آن در کره زمین حدود ۳۰ گرم برآورد می‌شود. استاتین عنصری جامد، سیاه رنگ و پرتوزا است که در جدول عناصر شیمیایی در گروه ۱۷ جدول و دوره ۶ آن قرار دارد. گروه ۱۷ جدول، گروهی شامل شبه فلز‌ها است که عنصر استاتین سنگین‌ترین هالوژن این گروه است و نقطه ذوب و انجماد آن از دیگر هالوژن‌های سبک‌تر جدول بیشتر است. استاتین در طولانی‌ترین عمر ایزوتوپی At) ۲۱۰) دارای نیمه عمر ۸٫۱ ساعت است. عنصر استاتین در حدود ۲۰ ایزوتوپ شناخته شده دارد.
استاتین در سال ۱۹۴۰ توسط شیمی‌دان‌های آمریکایی امیلیو گینو سگر، کِنِت روس مکنزی و دیل ریموند کارسون در دانشگاه کالیفرنیا، برکلی کشف شد.
استاتین عنصری پرتوزا است و به صورت منفرد وجود ندارد. بلکه این عنصر در طبیعت همراه با ایزوتوپ‌های اورانیوم و توریم وجود دارد. با وجود خاصیت پرتوزایی، از استاتین در رآکتورهای هسته‌ای استفاده نمی‌شود. استاتین ۲۱۷ با اورانیوم ۲۳۳ و نپتونیم ۲۳۹ در تعادل است و از اجتماع توریم و اورانیوم با نوترون‌های طبیعی حاصل می‌شود. از اشکال دیگر استاتین می‌توان به هیدرید استاتین (به لاتین: HAt) نیز اشاره نمود و باید توجه داشت که این ترکیب با یک هیدروژن است و نه هالید و در مورد هالیدها تنها واکنش با هالوژن‌های سبک امکان‌پذیر است.

## ویژگی‌های استاتین
استاتین یک عنصر بسیار رادیواکتیو است. نیمه عمر تمام ایزوتوپ‌های آن ۸٫۱ ساعت یا کمتر است و به دیگر ایزوتوپ‌های استاتین، بیسموت، پولونیوم یا رادون تجزیه می‌شوند. اکثر ایزوتوپ‌های آن بسیار ناپایدار هستند و نیمه عمر آنها کمتر از چند ثانیه است. از ۱۰۱ عنصر اول در جدول تناوبی، فقط فرانسیم پایدارتر است و همه ایزوتوپ‌های استاتین پایدارتر از ایزوتوپ‌های طولانی‌مدت فرانسیم (205-211At) هستند در هر صورت مصنوعی هستند و در طبیعت وجود ندارند.
خواص عمده استاتین با قطعیت مشخص نیست. تحقیقات به دلیل نیمه عمر کوتاه آن، که از ایجاد مقادیر قابل سنجش جلوگیری می‌کند، محدود شده است. یک قطعه قابل مشاهده از استاتین به دلیل گرمای ایجاد شده توسط رادیواکتیویته شدید آن، بلافاصله خود را تبخیر می‌کند. باید دید که آیا با سرد شدن کافی، مقدار ماکروسکوپی استاتین می‌تواند به عنوان یک لایه نازک رسوب کند. استاتین معمولاً به عنوان یک نافلز یا یک متالوئید طبقه‌بندی می‌شود.

## خواص فیزیکی استاتین
بسیاری از خواص فیزیکی استاتین با استفاده از روش‌های مشتق شده از نظر تئوری یا تجربی به دست آمده است؛ به عنوان مثال، هالوژن‌ها با افزایش وزن اتمی تیره‌تر می‌شوند - فلوئور تقریباً بی‌رنگ، کلر زرد مایل به سبز، برم قرمز قهوه ای و ید خاکستری تیره/بنفش است. استاتین گاهی به عنوان یک جامد سیاه رنگ توصیف می‌شود.
استاتین به آسانی کمتر از ید تصعید می‌شود و فشار بخار کمتری دارد. با این حال، نیمی از مقدار معینی از استاتین اگر روی سطح شیشه ای تمیز در دمای اتاق قرار گیرد، تقریباً در عرض یک ساعت تصعید می‌شود؛ یعنی انتقال 6p به 7s.
ساختار استاتین جامد ناشناخته است. به عنوان آنالوگ ید، ممکن است ساختار کریستالی متعامد متشکل از مولکول‌های استاتین دو اتمی داشته باشد و یک‌نیمه رسانا باشد (با فاصله نواری 0.7 eV). اگر استاتین متراکم یک حالت فلزی را تشکیل دهد، همان‌طور که پیش‌بینی شده است، ممکن است ساختار مکعبی متمرکز روی یک اتمی داشته باشد. در این ساختار، ممکن است مانند فاز پرفشار مشابه ید، یک ابررسانا باشد. انتظار می‌رود استاتین فلزی دارای چگالی 8.91-8.95 g/cm3 باشد.
شواهد برای (یا علیه) وجود استاتین دو اتمی (At2) نادر و غیرقطعی است. برخی منابع بیان می‌کنند که وجود ندارد، یا حداقل هرگز مشاهده نشده است، در حالی که منابع دیگر وجود آن را تأیید یا دلالت می‌کنند. علی‌رغم این اختلاف، خواص بسیاری از استاتین دواتمی پیش‌بینی شده است.

## خواص شیمیایی استاتین
آزمایش‌های شیمیایی برای استاتین با غلظت بسیار پایینی انجام شده است و احتمال واکنش با ناخالصی‌ها، دیواره‌ها و فیلترها، یا محصولات جانبی رادیواکتیویته، و دیگر فعل و انفعالات ناخواسته در مقیاس نانو، مبهم است. برخی از خواص، مانند تشکیل آنیون، با هالوژن‌های دیگر همسو هستند. استاتین دارای برخی ویژگی‌های فلزی نیز می‌باشد، مانند آبکاری روی کاتد و رسوب همزمان با سولفیدهای فلزی در اسید هیدروکلریک. این ترکیب با EDTA، یک عامل کلات کننده فلز، تشکیل می‌دهد و می‌تواند به عنوان یک فلز در برچسب گذاری آنتی‌بادی عمل کند. از برخی جهات، استاتین در حالت +۱ شبیه نقره در همان حالت است. با این حال، بیشتر شیمی آلی استاتین مشابه ید است. پیشنهاد شده است که استاتین می‌تواند یک کاتیون تک اتمی پایدار در محلول آبی تشکیل دهد.
استاتین دارای الکترونگاتیوی ۲٫۲ در مقیاس پالینگ اصلاح شده است - کمتر از ید (۲٫۶۶) و مانند هیدروژن. در استاتید هیدروژن (HAt)، بار منفی بر روی اتم هیدروژن پیش‌بینی می‌شود، به این معنی که این ترکیب را می‌توان با توجه به نام‌گذاری‌های خاصی به عنوان هیدرید استاتین نامید. این با الکترونگاتیوی استاتین در مقیاس آلرد-روچو (۱٫۹) که کمتر از هیدروژن (۲٫۲) است مطابقت دارد. الکترونگاتیوی عناصر صرفاً به دلیل موقعیت آنها در جدول تناوبی. طبق این کنوانسیون، استاتین بدون توجه به الکترونگاتیوی واقعی آن، طوری رفتار می‌شود که گویی الکترونگاتیوتر از هیدروژن است. میل ترکیبی الکترونی استاتین، در ۲۳۳ کیلوژول بر مول، ۲۱ درصد کمتر از ید است. در مقایسه، مقدار Cl (349) 6.4% بیشتر از F (328) است. Br (325) 6.9% کمتر از Cl است. و I (295) 9.2% کمتر از Br است. کاهش قابل توجه برای At به دلیل برهمکنش‌های اسپین-مدار پیش‌بینی شده بود. اولین انرژی یونیزاسیون استاتین حدود ۸۹۹ کیلوژول بر مول است که روند کاهش انرژی‌های یونیزاسیون اول را در گروه هالوژن ادامه می‌دهد (فلورین، ۱۶۸۱؛ کلر، ۱۲۵۱؛ برم، ۱۱۴۰؛ ید، ۱۰۰۸).

## پیداش استاتین
سالهای زیادی، عنصر ۸۵ در جدول تناوبی جایش خالی بود و کسی نتوانسته بود آن را کشف کند. اما از روی جدول تناوبی چنین برمی‌آمد که این عنصر باید از اعضای خانواده کلر و ید باشد. مندلیف هم معتقد بود که عنصری به نام اکاید با عدد اتمی ۸۵ وجود دارد و آن را پیش‌بینی کرده بود.
طی سال‌های متمادی، بارها اعلام شد که عنصر ۸۵ کشف شده است و نام‌های متفاوتی به آن داده شد. اما همه آنها اشتباه و دور از واقعیت بود. در نهایت با تحقیقات وسیع، دانشمندان دریافتند که برای تولید این عنصر رادیواکتیو، تنها یک ماده می‌تواند به‌عنوان هدف انتخاب شود و آن ماده عنصر ۸۳ یعنی بیسموت است.
لذا دو محقق آمریکایی به نام‌های کورسن و مکنزی و یک فیزیکدان به نام سگره، با بمباران ایزوتوپ ۲۰۹ بیسموت توسط ذرات آلفای شتابدار (یون‌های هلیم) در یک شتاب‌دهنده، توانستند عنصر ۸۵ را تولید کنند. این گروه در ۱۶ ژوئیه ۱۹۴۰، مقاله‌ای به مجله «فیزیکال ریویو» با عنوان عنصر رادیواکتیو ۸۵ ارائه دادند. آزمایش‌ها نشان داد که این عنصر، از نظر خواص نظیر ید است.

## شناسنامه استاتین
عدد اتمی: ۸۵
جرم اتمی: ۲۱۰
نقطه ذوب: C° ۳۰۲
نقطه جوش: C° ۳۳۷
شعاع اتمی: Å ۱٫۴۳
ظرفیت: ۷
رنگ: متالیک
حالت استاندارد: جامد
نام گروه: ۱۷
انرژی یونیزاسیون: Kj/mol 926
شکل الکترونی: Xe4f144d105s25p5
الکترونگاتیوی: ۲٫۲
حالت اکسیداسیون: ±۱٬۳٬۵٬۷
دوره تناوبی: ۶

## مقدار موجود در پوسته
نادرترین عنصری که به‌طور طبیعی در زمین یافت می‌شود استاتین است. گمان می‌رود که در تمام پوسته زمین، تنها ۳۰ گرم از این عنصر وجود داشته باشد و تنها چند میکروگرم از آن به‌طور مصنوعی تولید می‌شود.

## اندازه‌گیری
استاتین توسط بمباران بیسموت با ذرات آلفا حاصل می‌شود. این عنصر همچنین می‌تواند از تقطیر هوا توسط گرما نیز به دست آید. بمباران ایزوتوپ بیسموت (209 83Bi) با ذره آلفا (4 2He) حاصل زندگی کوتاه استاتین و نوترونها است. هدف از پرتو افکنی سرد بیسموت، جلوگیری از بخار و ناپدید شدن استاتین است.
واکنش پرتو افکنی سرد بیسموت:
209 83Bi + 4 2He→ 211 85At +21 on
(ایزوتوپ At 211 نیمه عمر ۶ساعت و ۴۹دقیقه‌ای دارد، بنابراین لازم است که با سرعت با آن کار شود)
روش شناسایی و اندازه‌گیری مواد پرتوزا با استفاده از پرتوهای مولکولی روشی است که توسط آزمایشگاه بین‌المللی بروک هیون (به انگلیسی: Brookhaven) ارائه گشته و برای اندازه‌گیری آزمایشگاهی استاتین کاربرد دارد.

## اثرات
استاتین به دلیل خواص پرتوزا برای بدن انسان مضر است و هنگام بررسی آن در آزمایشگاه‌های هسته‌ای روش‌های ویژه‌ای برای مطالعه و بررسی آن مورد استفاده قرار می‌گیرد.
استاتین نوعی هالوژن است و احتمالاً مانند ید در غده تیروئید تجمع می‌یابد. از نظر شیمیایی، سمی بودن استاتین مانند ید است.

### اثرات زیست‌محیطی
میزان استاتین در زیست کره(بیوسفر)زیاد نیست و بنابراین خطری برای محیط زیست محسوب نمی‌شود.

## ایزوتوپ‌ها
استاتین در حدود ۲۰ ایزوتوپ شناخته شده دارد.
نیمه عمر برخی ایزوتوپ‌ها
At-206: دقیقه ۲۹٫۴
At-208:ساعت ۱٫۶
At-211:ساعت ۷٫۲
At-215:میلی ثانیه ۰٫۱
At-217:میلی ثانیه ۳۲٫۰
At-218:ثانیه ۱٫۶
At-219:ثانیه۵۰٫۰